# Pidsamotschok
Pidsamotschok (ukrainisch Підзамочок; russisch Подзамочек Podsamotschek, polnisch Podzameczek) ist ein Dorf in der ukrainischen Oblast Ternopil mit etwa 1500 Einwohnern (2001).

## Geografische Lage
Die Ortschaft liegt am linken Ufer der Strypa, einem 147 km langen, linken Nebenfluss des Dnister, 3 km nordöstlich vom ehemaligen Rajonzentrum Butschatsch und etwa 65 km südlich vom Oblastzentrum Ternopil.
Durch das Dorf verläuft die Territorialstraße T–20–01, die im Nordosten der Ortschaft auf die Fernstraße N 18 trifft.

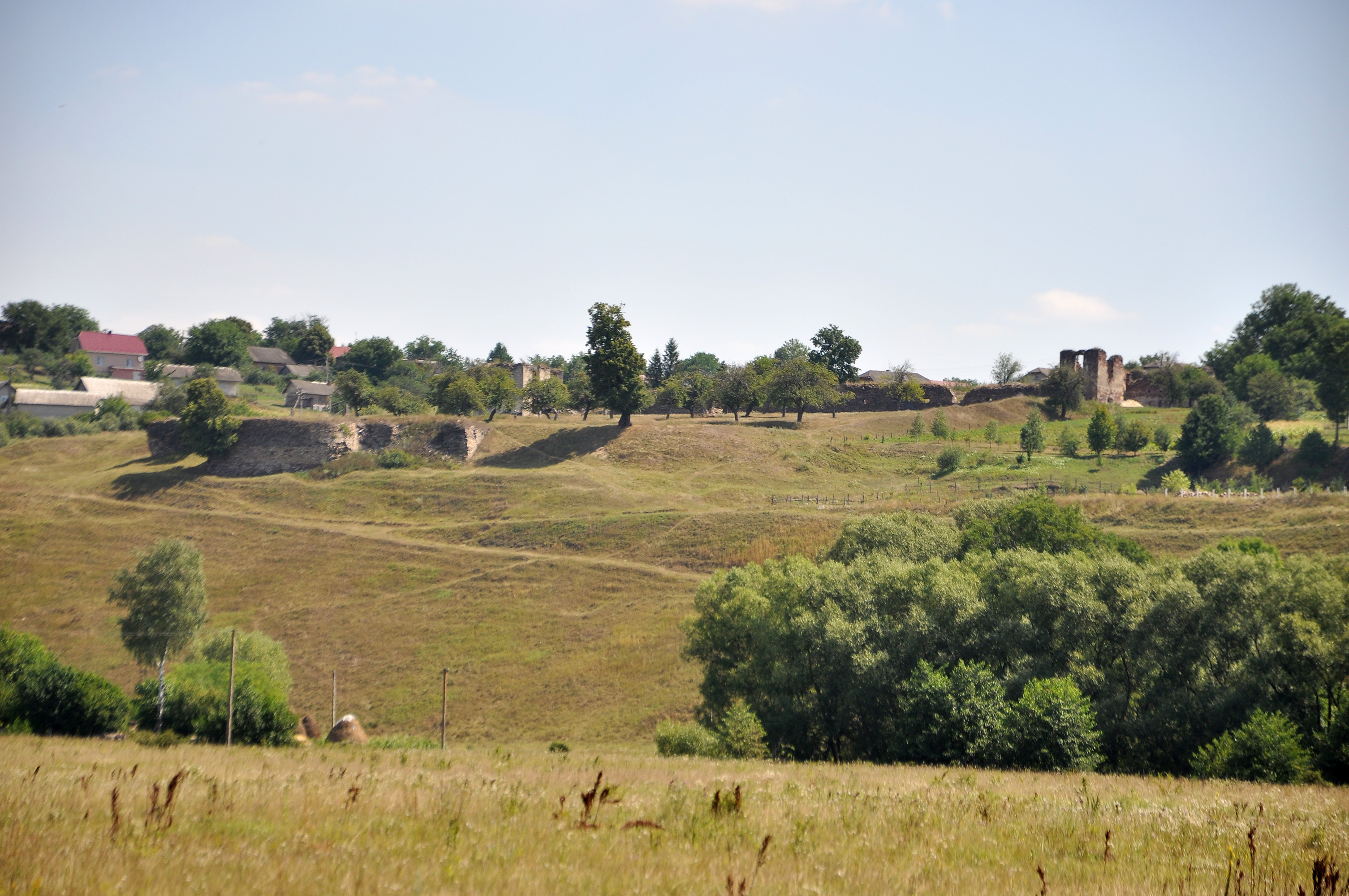
Blick auf die Burgruine im Dorf

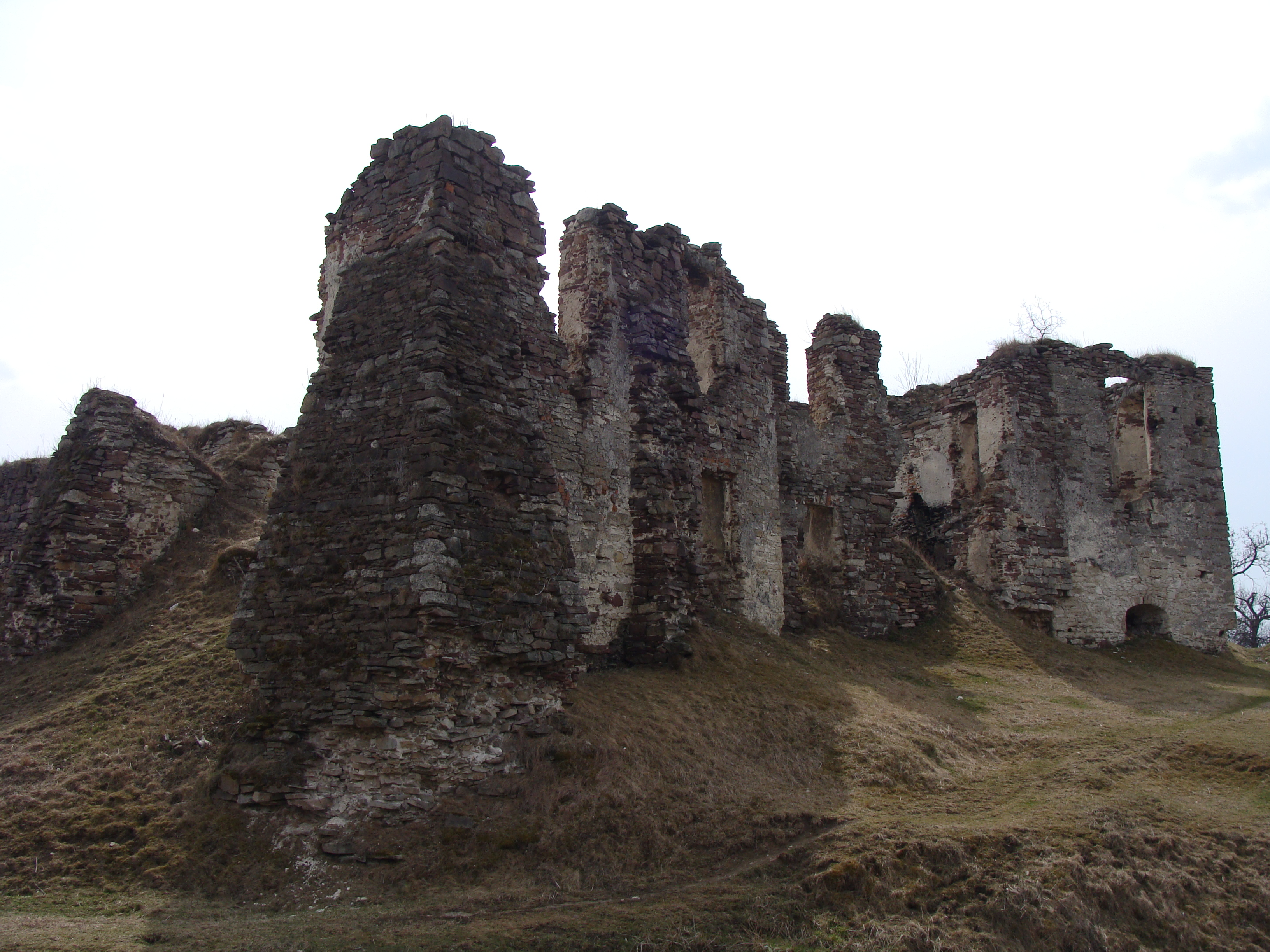
Nahansicht eines Teilstücks der Ruine

## Burg Pidsamotschok
Am westlichen Rand des Dorfes befindet sich auf einem Plateau am steilen linken Ufer des Flusses Strypa die Ruine der 1600 erbauten Burg Pidsamotschok (Підзамочківський замок Pidsamotschkiwskyj samok), einem architektonischen Denkmal von nationaler Bedeutung. Von der osmanischen Armee 1672 zerstört wurde die Burg nicht mehr aufgebaut.
Zwischen 1807 und 1869 gab es in der Festung eine mit Wasserenergie betriebene Papierfabrik.

## Geschichte
Das erstmals 1785 schriftlich erwähnte Dorf
gehörte bis 1918 zum Kronland Königreich Galizien und Lodomerien (Bezirk Buczacz) der Habsburgermonarchie. Am Ende des Ersten Weltkriegs war das Dorf nach dem Zusammenbruch der Habsburgermonarchie kurzzeitig Teil der Westukrainischen Volksrepublik. Im Polnisch-Ukrainischen Krieg wurde deren Gebiet vom polnischen Heer besetzt und Pidsamotschok kam zur Woiwodschaft Tarnopol der Zweiten Polnischen Republik. Im September 1939 besetzte die Sowjetunion das Gemeindegebiet, bis es im Sommer 1941 von Deutschland okkupiert und dem Distrikt Galizien des Generalgouvernements angeschlossen wurde. Nach dem Deutsch-Sowjetischen Krieg wurde das Dorf Teil der Ukrainischen SSR innerhalb der Sowjetunion. Nach deren Zerfall 1991 wurde das Dorf Bestandteil der unabhängigen Ukraine.

## Verwaltungsgliederung
Am 12. Juni 2020 wurde das Dorf ein Teil der Stadtgemeinde Butschatsch im Rajon Butschatsch; bis dahin bildete es zusammen mit den Dörfern Swenyhorod (Звенигород) und Pidlissja (Підлісся) die Landratsgemeinde Pidsamotschok (Підзамочківська сільська рада/Pidsamotschkiwska silska rada) im Norden des Rajons Butschatsch.
Am 17. Juli 2020 wurde der Ort Teil des Rajons Tschortkiw.